# The Next Time I Fall
«The Next Time I Fall» (en español: «La próxima vez que me caiga») es el título de una power ballad escrita por Bobby Caldwell, coescrita por Paul Gordon y producida por Michael Omartian e interpretada a dúo por los cantautores estadounidenses Peter Cetera y Amy Grant, La canción fue incluida en el segundo álbum de estudio en solitario de Cetera, Solitude/Solitaire (1986). 
Alcanzó el número uno en las listas Hot 100 y Adult Contemporary de la revista Billboard y fue nominado para un Premio Grammy a la Mejor Interpretación Pop de un Dúo o Grupo en la 29.ª entrega de los Premios Grammy celebrada el martes 24 de febrero de 1987.En febrero de 2020, fue incluida en la lista de música pop de Billboard de los 25 mejores dúos de canciones de amor.

## Información de la canción
Los dos autores de la canción, Bobby Caldwell y Paul Gordon, habían pensado en ofrecerle esta canción a la banda de rock estadounidense Chicago. Peter Cetera acababa de dejar el grupo y, dado que estaba grabando un álbum como solista, decidió incluir "The Next Time I Fal" en el.  
Cetera decidió inmediatamente que la canción debía interpretarse a dúo. La elección de Amy Grant fue propuesta por la compañía discográfica, a pesar de que Cetera quería trabajar con una cantante menos conocida. Grant lo vio como una oportunidad profesional en ese momenta, ya que había logrado cifras de ventas bastante decentes, pero solo era conocida por interpretar música cristiana contemporánea.

## Vídeo musical
Después de que se grabó la canción, se filmó un video musical en el Park Plaza Hotel en el centro de Los Ángeles, California, bajo la dirección de Dominic Sena. El clip consta de tomas de la sincronización de labios de Cetera y Grant que se entrelazan con imágenes de los movimientos de un gran grupo de bailarines. El video llegó al número 7 en la lista de Cash Box de los 40 mejores videos musicales.

## Posicionamiento en listas
| Lista (1986-1987)                                     | Máxima posición |
| ----------------------------------------------------- | --------------- |
| Canadá Adult Contemporary (RPM)                       | 1               |
| Canadá Top 100 (RPM)                                  | 1               |
| Estados Unidos (Billboard Adult Contemporary (lista)) | 1               |
| Estados Unidos (Billboard Hot 100)                    | 1               |
| Estados Unidos Cashbox Top 100                        | 3               |
| Nueva Zelanda (Recorded Music NZ)                     | 48              |
| Reino Unido (UK Singles Chart)                        | 78              |

### Sucesión en listas
| Predecesor: «You Give Love a Bad Name» de Bon Jovi | U.S. Billboard Hot 100 — Sencillo n.º 1 6 de diciembre de 1986 - 12 de diciembre de 1986 | Sucesor: «The Way It Is» de Bruce Hornsby & the Range |

| Predecesor: «I'll Be Over You» de Toto | U.S. Billboard Adult Contemporary Tracks — Sencillo n.º 1 8 de noviembre de 1986 - 21 de noviembre de 1986 | Sucesor: «Love Will Conquer All» de Lionel Richie |

## Músicos
- Peter Cetera – Voz
- Amy Grant – Voz
- Michael Omartian - teclados
- Willie Alexander – Fairlight CMI
- Steve Azbill – Programación de Waveterm de PPG
- Erich Bulling – sintetizadores, programación de batería
- Dann Huff - guitarras
- Chester Thompson - batería
- Jeff Porcaro - percusión
- Kenny Cetera - percusión adicional